# Лигатура (деталь музыкального инструмента)
Лигатура — деталь деревянных духовых музыкальных инструментов с одинарной тростью. Она используется в таких инструментах, как саксофон и кларнет.

## Использование
Лигатура представляет собой небольшой хомутик с двумя винтами (новые модели могут иметь один винт, дающий двунаправленное завинчивание. Она предназначена для крепления трости к мундштуку.

## Изготовление
Лигатура изготовляется из металла, кожи или пластика.

## Изобретение
Изобретение лигатуры приписывается Ивану Мюллеру и относится к первой четверти XIX века. До этого трость привязывалась к мундштуку с помощью особого шнурка.

## Этимология
Происходит от латинского слова — ligatura.